# صادق ژرفانی
صادق ژرفانی (زادهٔ ۲۱ فوریهٔ ۱۹۹۶) یک بازیکن فوتبال اهل ایران است. 
از باشگاه‌هایی که در آن بازی کرده‌است می‌توان به باشگاه فوتبال استقلال اهواز اشاره کرد.